# السيل تيم (مصر)
السيل تيم هي دورة تدريبية واسمها دورة القوات الخاصة الاستكشافية وتعقد بمدرسة الصاعقة بانشاص لمدة 34 اسبوع متواصل وهي كالاتى.
الجزء الأول ومدته 4 أسابيع وهو كالآتي: تدريب الأفراد على التأقلم على معيشة فرد العمليات الخاصة وهي تتطلب جهدا واسع النطاق من الفرد الذي يتدرب، وهي تجعل الفرد قادر على تحمل الصعاب في ميدان الحرب.
الجزء الثاني مدته أسبوعان وهو تعليم الفرد السباحة العسكرية والإنقاذ البحري تحت الماء والطوارئ البحرية والإسعافات الأولية.
الجزء الثالث ومدته 7 أسابيع وهو عبارة عن اختراق الضاحية لمسافات تزيد عن 30 كيلومترا في وهج النهار وفي منتصف الليل في أوقات قصيرة.
الجزء الرابع مدته أسبوعان وهو تعليم الغوص الدفاعي والغوص الهجومي بواسطة أسطوانة الأكسجين ذات الدائرة المغلقة (عدة الغوص للوحدات الخاصة البحرية) ويقوم معلمي السيل بمهاجمة المتدرب تحت الماء هجوما يدويا لأخذ معداته وسرقتها من تحت الماء بعدها يتعلم كيف يدافع عن نفسه ويأخدها منهم مرة أخرى. ثم التدريب على انتشال وإنقاذ الأفراد في حالة فشل أو تمام مهمة تحت الماء بعد التأكد من إصابتهم.
أسبوع الرماية باستخدام كافة أنواع الأسلحة ويتم التدريب في النهار وأثناء الليل.
الجزء الخامس وهو الجزء المتعلق بالقفز بالمظلات ويقفز المتدرب قفزا حرا وقفزا تكتيكيا وقفزة تطهير المجال أيضا في النهار وفي منتصف الليل على الأرض ويقفز داخل الماء لمسافة تبعد عن الشاطئ 5 كيلو متر والعودة من داخل الماء إلى الشاطئ
الجزء السادس ومدته أسبوعان وفيه يقوم المعلمون باتباع طرق تدريب قاسية جدا للمتدربين وفي هذين الأسبوعين يتضح الأفراد الذين يرغبون فعلا في أن يكونو فدائيين أو العكس، ومن لا يستطع التحمل يستخدم معه (التكدير العنيف) وهو لفظ خاص بالعسكريين إشارة إلى التوبيخ القاسي. بعد ذلك يأتي أسبوع التدريب على اختراق الموانع والحواجز. ثم التدريب على مهاجمة الأهداف الساحلية والأهداف البحرية المكشوفة والمغلقة داخل وخارج ميناء العدو بواسطة أسطوانة الأكسجين ذات الدائرة المفتوحة وذات الدائرة المغلقة.

## أسبوع الجحيم

شعار السيل تيم الوحدة 232

أسبوع الجحيم هو أقسى فترة في مدة التدريب بالكامل حيث يستيقظ المتدربون في منتصف الليل وهم نيام على أوعية المياه الباردة تلقى عليهم ثم يقوموا بعمل زحف على الرمال ، ويتم التدريب في منتصف الليل حيث يتم حرمان المتدريين من النوم قدر المستطاع، كما يستخدم المتدربون النخل أو جذوع الشجر، حيث يستخدم الجنود هذه الجذوع عن طريق حملها مع رش المتدربين بمياه باردة، أحضرت خصيصا من أجل هذا الغرض، أما بعد ذلك فيتم إرسال أشخاص يحملون أسلحة بيضاء للهجوم على المتدربين في أوقات عشوائية وعلى المتدرب التصدي لهم،
بعد الراحة يتم التدريب على استخدام المتفجرات واستخدام متفجرات أيضا اللتدريب على اقتحام المبانى والأهداف السكنية في القرية التكتيكية وبعد ذلك التدريب على القفز الحر والنزول على الأهداف السكنية وتطهيرها بعد ذلك العودة للتدريبات تحت الماء بما فيها تلغيم الأهداف البحرية بأكثر من طريقة.
وتنتهي فترة الجحيم في بحيرة قارون وجزء خلف السد العالي والجزء الثالث في الفيوم وهذا الجزء يتم تعليم المتدرب فيه النوم والمعيشة داخل البرك والسباحة في البرك والهجوم والانسحاب من البرك المائية، تتميز هذه البرك أيضا بنسبة ملوحة عالية جدا، ثم مرحلة التدريب على الإقامة 24 ساعة نهارا وليلا في البركة في وضع استعداد ووضع هجوم، وفي النهاية ينتهي أسبوع الجحيم وتتم التهيئة للجزء الأخير وفيه التدريب الفعلي والحقيقي على العمليات الخاصة في البحر والجو والبر.